# معاهده کیل
معاهده کیل (دانمارکی: Kieltraktaten) معاهده‌ای بود که به تاریخ ۱۴ ژانویه ۱۸۱۴ در شهر کیل دانمارک (اکنون در آلمان) میان سوئد و پادشاهی متحد بریتانیای کبیر و ایرلند از یکسو و پادشاهی دانمارک-نروژ از سوی دیگر به امضا رسید. این معاهده به دشمنی‌های میان طرفین در جریان جنگ ائتلاف ششم پایان داد و دانمارک-نروژ را از یک متحد فرانسه به دشمن آن تبدیل کرد.
در جریان این معاهده، فردریک ششم دانمارک به اتحاد ضد فرانسه ناپلئون پیوست، هلیگولند را به جرج سوم و نروژ را به کارل سیزدهم سوئد واگذار کرد و در ازای آن پومرانی سوئد را گرفت.
اما تمامی شروط معاهده به مرحله اجرا درنیامد. نروژ اعلام استقلال کرد، قانون اساسی خود را برگرفت و کریستیان هشتم دانمارک را به پادشاهی برگزید. سوئد در سال ۱۸۱۵ و پس از کنگره وین، پومرانی سوئد را به پروس واگذار کرد. هم‌چنین نروژ پس از جنگی کوتاه با سوئد، با آن متحد شد. کریستیان هشتم نیز استعفا داد و کارل سیزدهم پادشاه سوئد، پادشاه نروژ نیز شد.